# Carlotta Monti
Carlotta Monti (25 de enero de 1907-8 de diciembre de 1993) fue una actriz de cine estadounidense, quien fue la compañera sentimental de W. C. Fields en sus últimos años.
Nacida como Carlotta Montijo en Los Ángeles, Monti apareció en películas de serie B y en papeles secundarios no acreditados, como en Kiss of Araby (1933), Tarzan the Fearless (1933) y Night Cargo (1936). Conoció a Fields en 1932 y su relación duró hasta la muerte de éste en diciembre de 1946. Tuvo pequeños papeles en sus películas Man on the Flying Trapeze (1935) y Never Give a Sucker an Even Break (1941).
Murió de la enfermedad de Alzheimer. Tenía 86 años.

## Memorias
El éxito de ventas de las memorias de Monti W. C. Fields & Me, publicado en 1971, describe su vida y sus experiencias con Fields. Fue adaptada para la película de 1976 W.C. Fields and Me, protagonizada por Rod Steiger como Fields y Valerie Perrine como Monti, que apareció como extra en ella.

## Escritos
- con Cy Rice. W. C. Fields & Me. Englewood Cliffs, New Jersey: Prentice-Hall, 1971. ISBN 978-0-13-944454-8

## Filmografía seleccionada
- Night Cargo (1936)